# BK Bjarezina Barysaw
Basketbolnyj kloeb Bjarezina Barysaw (Wit-Russisch: Баскетбольный клуб Бярэзіна Барысаў) was een damesbasketbalteam uit Barysaw, Wit-Rusland welke speelde in de Wit-Russische Major Liga.

## Geschiedenis
Bjarezina Barysaw werd opgericht in 1998. De club won de beker van Wit-Rusland in 2001, 2003 en 2008. Ze werden drie keer landskampioen van Wit-Rusland in 2002, 2008 en 2010. In 2014 werd de club opgeheven vanwege financiële problemen.

## Verschillende namen
- 1998-1999: Bjarezina
- 1999-2002: Bjarezina-AF
- 2002-2004: Bjarezina-BDAFK
- 2004-2007: Bjarezina-BSUFC
- 2007-2014: Bjarezina-RCAR

## Resultaten

### Staafdiagram
Het cijfer in iedere staaf is de bereikte positie aan het eind van de competitie.
| 3 |

| 3 |

| 2 |

| 1 |

| 2 |

| 2 |

| 2 |

| 2 |

| 3 |

| 1 |

| 2 |

| 1 |

| 6 |

| 4 |

| 5 |

| 5 |

| Wit-Russische Major Liga |

| Wit-Russische Major Liga |

## Erelijst
- Landskampioen Wit-Rusland: 3
  - Winnaar: 2002, 2008, 2010
  - Tweede: 2001, 2003, 2004, 2005, 2006, 2009
  - Derde: 1999, 2000, 2007

- Bekerwinnaar Wit-Rusland: 3
  - Winnaar: 2001, 2003, 2008
  - Runner-up: 2007
  - Derde: 2004, 2005, 2006

## Bekende (oud)-coaches
- Ryhor Kalenta (1998-2007)
- Andrej Vawljew (2007-2014)

## Bekende (oud)-spelers
- Volha Padabed
- Joelija Rytsikava